# Miguel Ruiz del Castillo
Miguel Ruiz del Castillo (Granada, 21 de mayo de 1926 – Granada, 11 de febrero de 1996) fue un poeta, pintor y profesor español.
Hijo de Miguel Ruiz Molina, un profesor de dibujo, recibió su formación e influencia y desarrolló la misma actividad docente en diversos centros educativos de enseñanza media, públicos y privados, y en la Escuela de Artes Aplicadas y Oficios Artísticos de Granada.
Paralelamente a su labor pictórica desarrolló una gran actividad literaria participando en la creación de Molino de Papel, una revista surgida en 1954 en la capital granadina.  También en Granada pertenecía al grupo «Versos al aire libre» con Rafael Guillén, Elena Martín Vivaldi, José G. Ladrón de Guevara, Julio Alfredo Egea, Antonio Almeda, junto a otros poetas y los catedráticos de la Universidad de Granada Gámir Sandoval, Antonio Gallego Morell y Emilio Orozco, que se reunía en el carmen de Las tres estrellas del Albaicín.
Fue miembro del Centro Artístico, donde desde la vocalía de cultura organizó múltiples exposiciones y fue el iniciador de la «Fiesta de la poesía» evento creado para celebrar la llegada de la primavera dando apoyo a poetas noveles y difusión a sus poemas en la década de 1960.
Publicó en muchas revistas (Don Alhambro, Molinos de Papel, Hoja de Poesía [del grupo «Versos al aire libre»]), periódicos y en alguna antología. En 1978 se publicó su único libro, Vivir, al que daba título un poema compuesto y publicado mucho antes que viene considerándose el más representativo de Ruiz del Castillo.